# Denuvo
Denuvo ist eine Kopierschutz-Software, die von der österreichischen Denuvo Software Solutions GmbH entwickelt wurde. Die Gesellschaft wurde durch Management-Buy-out von Sony DADC geschaffen. Am 23. August 2018 gab das Unternehmen bekannt, von nun an auch ein Anti-Cheat-Tool zu entwickeln. Denuvo Software Solutions GmbH wurde im Januar 2018 von Irdeto übernommen.

## Technik
Denuvo begrenzt Möglichkeiten zum Debuggen, Reverse Engineering sowie Verändern (Manipulieren) von Dateien, welche von DRM-Systemen genutzt werden. Ein Umgehen der Systeme soll damit verhindert werden, sodass nur durch eine rechtmäßig erworbene Softwarelizenz die Software ausgeführt werden kann. Die Software stellt eine Art Umgehungsschutz für andere Schutzkonzepte dar.
Der Hersteller ist daher der Ansicht, dass es sich bei der Software um keine DRM-Lösung handele, da sie bestehende DRM-Lösungen wie Steam oder Origin lediglich schütze.

## Kritik
Anfängliche Berichte deuteten an, dass sich Denuvo „zum Selbstschutz kontinuierlich ver- und entschlüsselt“. Ferner behaupteten einige Kunden, dass Denuvo die Lebensdauer von Solid-State-Drives verkürze, da übermäßig Daten auf die Laufwerke geschrieben würden. Der Hersteller teilte daraufhin mit, dass die Software „nicht kontinuierlich Daten auf Datenträgern ver- und entschlüsselt.“ Dies böte „in Bezug auf die Sicherheit oder Leistung keine Vorteile.“
Weitere Berichte von Nutzern deuten an, dass der Kopierschutz bei einigen Spielen möglicherweise für Leistungseinbußen und verlängerte Ladezeiten verantwortlich ist. Bei Tests variieren diese aufgrund der Unterschiede zwischen den verschiedenen Systemkonfigurationen jedoch sehr stark. In der Regel sollte Denuvo das Spielerlebnis auf neueren Geräten nicht beeinflussen, auf schwachen Rechnern kann es jedoch zu bemerkbaren Problemen kommen.
Aus Performance-Gründen wurde der Denuvo-Kopierschutz des Spiels Humankind vor der Veröffentlichung entfernt.

## Sicherheit
Die chinesische Release Group 3DM berichtete Anfang Dezember 2014, Denuvo erfolgreich umgangen zu haben. Dabei gab die Gruppe an, dass Denuvo einen 64-Bit-Verschlüsselungsalgorithmus mit unverwechselbaren hardwaregebundenen kryptografischen Schlüsseln auf Basis der Systemhardware verwende. Kurze Zeit später veröffentlichte die gleiche Gruppe einen Crack für das Computerspiel Dragon Age: Inquisition, welches Denuvo zum Schutz von Origin verwendet. Darauf angesprochen, bestätigte Denuvo, dass „jedes geschützte Spiel irgendwann geknackt“ wird. Aufgrund der Dauer von mehr als 30 Tagen zwischen Veröffentlichung des Spiels und dem Crack könnten Publisher Denuvo jedoch als Erfolg werten, da die meisten rechtmäßigen Käufe eines Spieles innerhalb der ersten 30 Tage nach Veröffentlichung stattfinden.
Im August 2016 wurde von der Warez-Gruppe „CONSPIR4CY“ (CPY) ein Crack für das Spiel Rise of the Tomb Raider veröffentlicht. Der Crack basiert auf einem kurz zuvor veröffentlichten und bereits gepatchten Exploit zur Demo des Spieles Doom. Gepatchte Denuvo-geschützte Spiele werden dabei als Doom-Demo erkannt.
Anfang 2017 wurde Denuvo bei Resident Evil 7: Biohazard innerhalb von weniger als fünf Tagen nach Release geknackt. Der Crack erfolgte erneut durch die Warez-Gruppe „CONSPIR4CY“ (CPY).
Am 5. Juni 2017 veröffentlichte die neue Warez-Gruppe „STEAMPUNKS“ den ersten Denuvo-Lizenzgenerator für das Spiel Dishonored 2. Die Dateien des Spiels werden dabei nicht verändert, stattdessen wird eine Lizenz erstellt, die von Denuvo als gültig erkannt wird und damit den Schutz umgeht.
Im April 2019 veröffentlichte die russische Zeitschrift Хакер („Hacker“) einen Artikel, in dem die innere Struktur des DENUVO-Schutzes am Beispiel von EA Origin beschrieben und die Methode zur Erzeugung von Lizenzschlüsseln beschrieben wird.
Der Denuvo-Schutz für das Spiel Wolfenstein: Youngblood wurde im August 2019 bereits 21 Tage nach der Veröffentlichung des Spiels geknackt.